# Blink (film, 1993)
Pour les articles homonymes, voir Blink.
Pour plus de détails, voir Fiche technique et Distribution.
Blink, ou Les Yeux de braise au Québec, est un film américain réalisé par Michael Apted, sorti en 1993.

## Synopsis
Aveugle depuis son enfance, Emma recouvre peu à peu la vue grâce à une double greffe de la cornée. Elle découvre ainsi un monde déroutant, aux contours incertains. C'est dans ce tourbillon d'images floues qu'elle entrevoit le meurtrier de sa voisine, un violeur et assassin en série dont elle pourrait bien devenir la victime...

## Fiche technique
- Titre : Blink
- Réalisation : Michael Apted
- Scénario : Dana Stevens
- Budget : 11 millions de dollars (8,07 millions d'euros)
- Musique : Brad Fiedel
- Photographie : Dante Spinotti
- Montage : Rick Shaine
- Décors : Dan Bishop
- Costumes : Susan Lyall
- Production : David Blocker, Sara Risher et Robert Shaye
- Société de production : New Line Cinema
- Pays de production : États-Unis
- Format : couleurs - 2,35:1 - DTS / Dolby - 35 mm
- Genre :  drame et thriller
- Durée : 106 minutes
- Dates de sortie :
  - Italie : octobre 1993 (MIFED - première mondiale)
  - États-Unis : 26 janvier 1994
  - France : 10 août 1994

## Distribution
- Madeleine Stowe (VF : Micky Sébastian VQ : Marie-Andrée Corneille) : Emma Brody
- Aidan Quinn (VF : Eric Herson-Macarel VQ : Jean-Luc Montminy) : Détective John Hallstrom
- James Remar (VQ : Marc Bellier) : Thomas Ridgely
- Peter Friedman (VF : Bernard Alane VQ : Hubert Gagnon) : Docteur Ryan Pierce
- Bruce A. Young  (VF : Pascal Nzonzi)  : Lieutenant Mitchell
- Laurie Metcalf (VQ : Natalie Hamel-Roy) : Candice
- Matt Roth : Officier Crowe (VF : Gaëtan Wenders)
- Paul Dillon : Neal Booker
- Michael P. Byrne : Barry
- Anthony Cannata : Ned
- Greg Noonan : Frank
- Heather Schwartz : Emma enfant
- Marilyn Dodds Frank :(VQ : Élise Bertrand)  Mère d'Emma
- Michael Stuart Kirkpatrick : Michael
- Sean C. Cleland : Drover

## Autour du film
- Le tournage s'est déroulé à Chicago.
- Dans le script original, Emma Brody était une poète. Madeleine Stowe demanda que son personnage soit plutôt une musicienne, et dut apprendre le violon pour le rôle.
- Julia Roberts refusa le rôle principal.

## Bande originale
- Insulated Man, interprété par The Drovers
- When Fortune Turns Her Wheel, interprété par The Drovers
- The Boys and the Babies, interprété par The Drovers
- Love Won't Be, interprété par The Drovers
- Is Craig Here, interprété par The Drovers
- My Ban Chnoic Eiranno, interprété par Sean Cleland
- Jerusalem Ridge, interprété par Kevin Burke

## Distinctions
- Nomination au Globe de cristal, lors du Festival international du film de Karlovy Vary en 1994.
- Nomination au Prix Edgar-Allan-Poe du meilleur film en 1995.